# Lasaña
La lasaña (en italiano, lasagna; también llamado pasticho en Venezuela) es un tipo de pasta. Se suele servir en láminas superpuestas intercaladas con capas de ingredientes al gusto, más frecuentemente carne (ragú) en salsa boloñesa y bechamel. Su origen es italiano y el plato preparado usualmente con carne suele llamarse lasaña al horno. La lasaña al horno también se puede hacer con verduras (espinacas, zanahoria berenjenas, etc.) o pescados. Se termina con bechamel y abundante queso rallado para gratinarla en el horno. La palabra «lasaña» proviene del griego antiguo lasanon, a través del latín lasănum, que se refiere al pote en el que se cocinaba. La palabra singular en italiano es lasagna y en plural lasagne; y se aplica indistintamente al plato o a la pasta en forma de láminas. Es una entrada o primer plato caliente que se suele comer en invierno o en los periodos fríos de la primavera.

## Historia
El propio Cicerón menciona su pasión por el lagănum, que eran tiras de pasta largas; es muy posible que en esta época los romanos desarrollaron las máquinas para elaborar la pasta de lasaña. Lo más seguro es que hasta el siglo XVII no apareciera un plato similar a nuestra lasaña al horno que hoy se conoce por todo el mundo.

## Características
Su preparación e ingredientes varían según la región donde se prepare. Debido a la internacionalización del plato, en algunos lugares se lo prepara con dos tipos de salsas, como la de carne molida con salsa de tomate y salsa blanca, a este tipo de lasaña se le suele denominar también «lasaña boloñesa» en honor a la salsa boloñesa (Ragù bolognese) que lleva en su interior.
Sobre el recipiente refractario se van echando las placas de pasta humedecidas, encima de ellas se vierte el contenido y posteriormente la salsa de bechamel, se repite esta operación hasta llegar a la parte superior en la que se espolvorean virutas de queso para que gratine. Se mete el recipiente en el horno aproximadamente 20 minutos (el intervalo de tiempo dependerá de la cantidad), el horno debe estar precalentado a 200 °C. Al final el queso debe estar un poco gratinado.

## Variantes

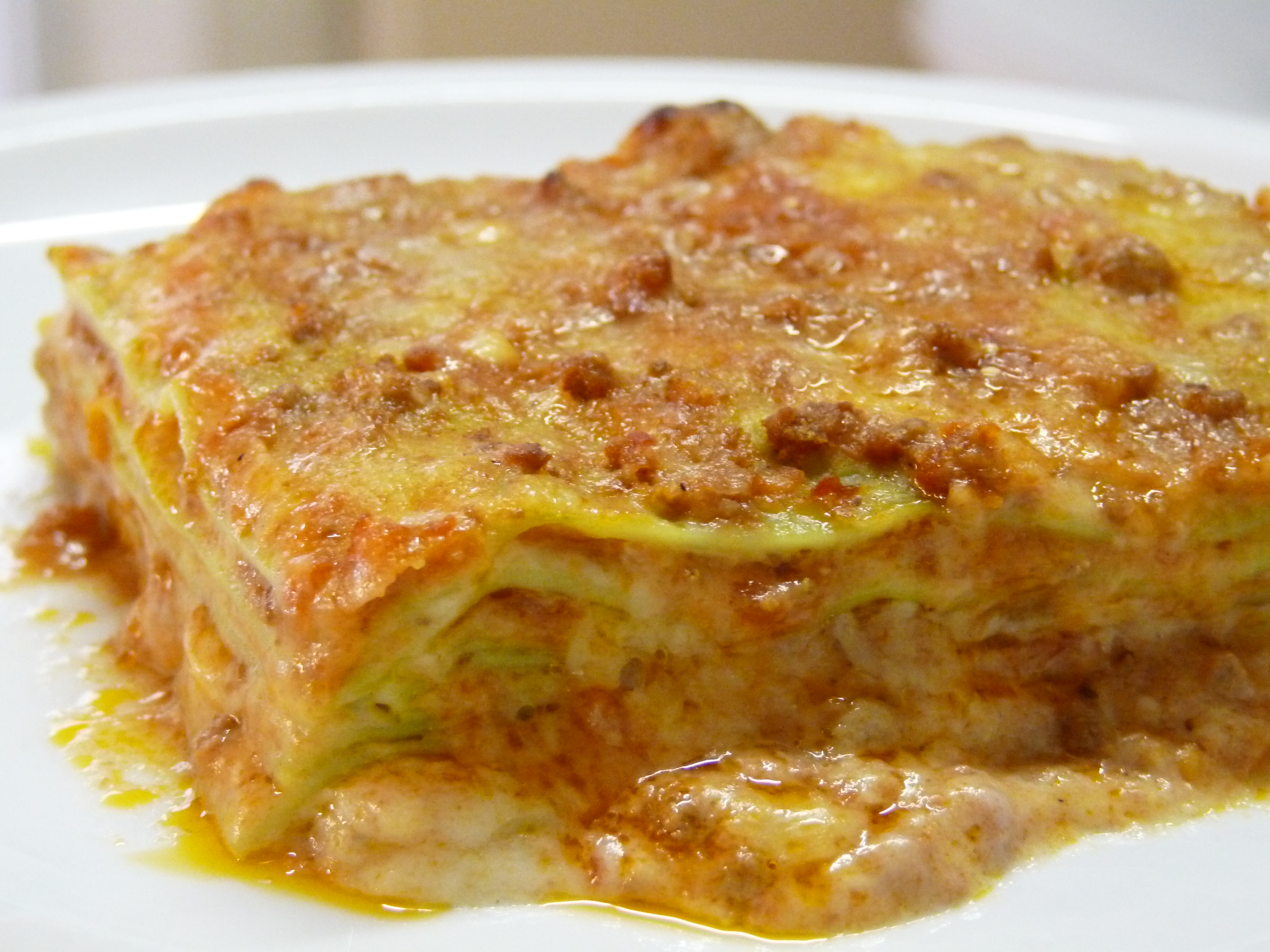
Lasaña al horno.

Existen muchas variantes de este plato, en el caso de la lasaña al horno las variantes provienen del contenido entre las láminas de pasta y bechamel, en este caso se puede encontrar lasañas de verduras, y entre ellas se tienen coles de bruselas, brócoli, de espinacas, etc., pueden hacerse de pescado y en este caso pueden contener atún, etc. Existen variantes que en lugar de salsa de carne (en su mayoría de cerdo o vaca), emplean carnes de aves tales como el pollo o el pavo. Las variantes más sutiles pueden llegar a incluir morcilla como contenido y hojas de col en lugar de la pasta, el resto es igual. Otra de las variantes, está relacionada con substituir la bechamel, por una veluté hecha con caldo vegetal, de carne o de pollo, muy recomendable para las lasañas vegetales ya que resulta una elaboración más ligera.

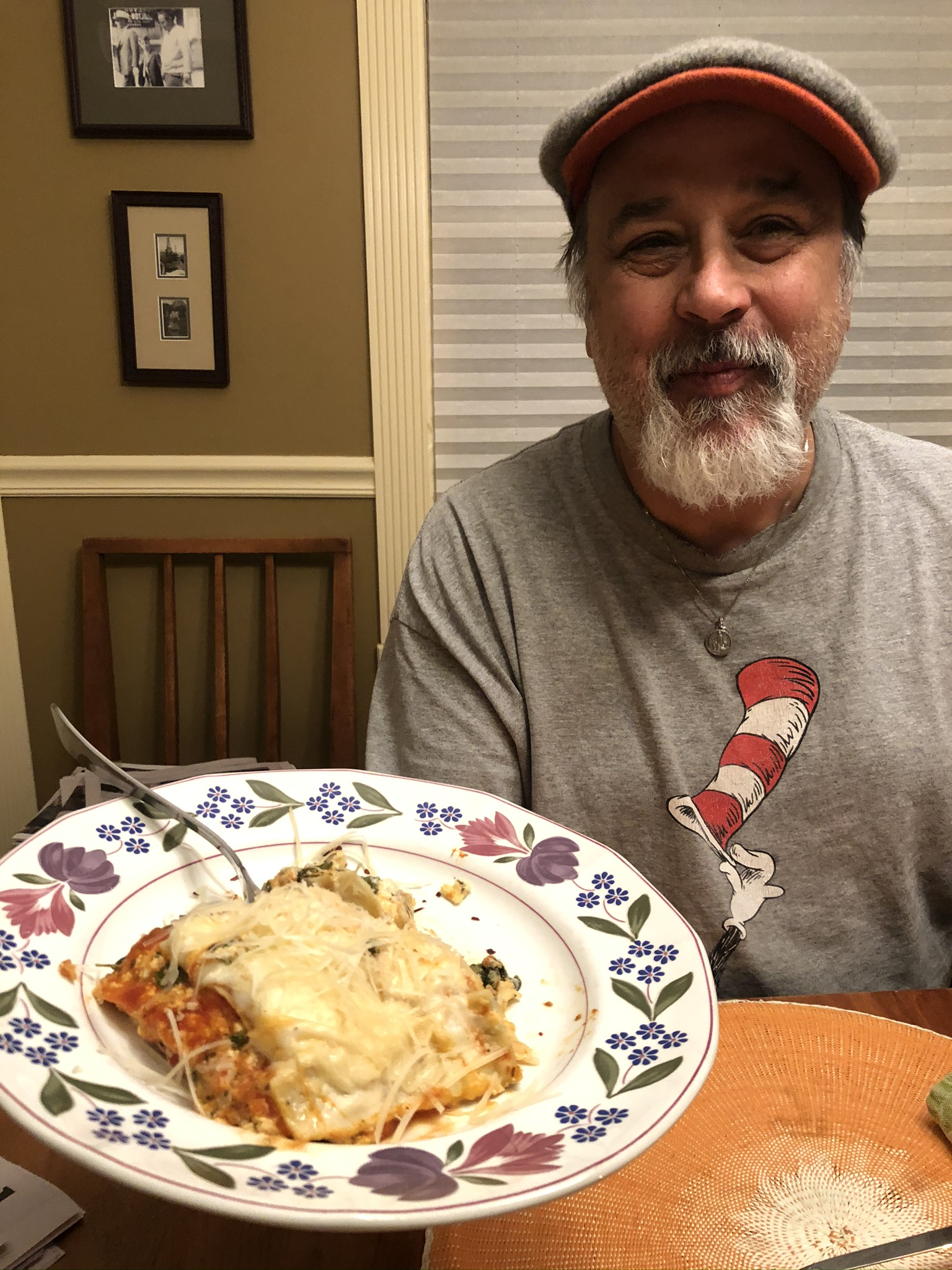
Un hombre con un plato de lasaña casera.

Existen variantes que emplean otro tipo de pastas, tales como: penne, macarrones, fideos, vermicelli, etc. e incluso puede elaborarse con verduras en láminas que hacen las veces de pasta; tales verduras pueden ser el calabacín o zapallo italiano, la berenjena (en este caso es muy similar a la musaca griega), col, espinaca, entre otras. Existe una controversia con respecto al nombre del plato que no tiene pasta, puesto que es la pasta la que se llama lasaña.
Existen variantes completas que en algunas gastronomías no italianas tienen auténtica personalidad, de esta forma en México se tiene la Lasaña Mexicana llamada «Pastel Azteca», en la que las capas de pasta se sustituyen por capas de tortillas y la salsa boloñesa por chile con carne. En todas las variedades existe como invariante el queso gratinado en la superficie exterior, se elige cualquiera que pueda fundirse y gratinarse con cierta facilidad. La lasaña con verduras es uno de los platos más famosos de la gastronomía vegetariana, existiendo innumerables ejemplos con espinacas, calabacines, tofu, etc.
En Venezuela, a la lasaña y a otros platos similares se les conoce también como pasticho.